# Trattinnickia aspera
Trattinnickia aspera là một loài thực vật có hoa trong họ Burseraceae. Loài này được (Standl.) Swart miêu tả khoa học đầu tiên năm 1942.